# L'amour toujours
„L'amour toujours“ (též zvaná „I’ll Fly with You“) je skladba italského DJe Gigiho D’Agostina z jeho alba L'Amour Toujours. Skladba byla vydána pro americké kluby a taneční rádia koncem dubna 2001 a ve vinylovém formátě byla vydána dne 12. června 2001. V Evropě byla vydána v říjnu 2001. Skladba dosáhla dne 15. září 2001 78. místa v žebříčku Billboard Hot 100.
Z části písně si fanoušci Baníku Ostrava vytvořili v roce 2018 pokřik „Gieksa Baník!“. V roce 2023 píseň „upravili“ i němečtí nacionalisté, kteří do melodie refrénu zpívají „Ausländer raus” (cizinci ven).

## Seznam skladeb
CD EP
1. „L'Amour Toujours (L'Amour Vision)“ – 6:54
2. „Un Giorno Credi (Gigidagostino.com)“ – 8:05
3. „L'Amour Toujours (Gigidagostino.com)“ – 7:58

12" Vinyl EP
1. „L'Amour Toujours (L'Amour Vision)“ – 8:45
2. „Un Giorno Credi (Gigidagostino.com)“ – 8:51
3. „L'Amour Toujours (Gigidagostino.com)“ – 8:35
4. „Musikakeparla“ – 6:55

CD Maxi
1. „L'Amour Toujours (Small Mix)“ – 4:00
2. "L'Amour Toujours (Tanzen Remix)" – 6:58
3. "L'Amour Toujours (L'Amour Vision)" – 8:45
4. "L'Amour Toujours (Cielo Mix)" – 8:52
5. "L'Amour Toujours (Gigidagostino.com Mix)" – 8:35

CD singl s Another Way
1. "L'Amour Toujours (I'll Fly With You) (Reverend 2K Radio Edit)" – 3:48
2. "L'Amour Toujours (I'll Fly With You) (Original Mix)" – 6:57
3. "L'Amour Toujours (I'll Fly With You) (Johnny Vicious Remix)" – 10:34
4. "L'Amour Toujours (I'll Fly With You) (Tecno Fez Remix)" – 6:58
5. "Another Way (Reverend 2K Radio Edit)" – 3:28
6. "Another Way (Original)" – 6:03
7. "Another Way (Tecno Fez Remix)" – 6:15

Ostatní verze
- "L'Amour Toujours (I Wish Real Peace)" – 6:00
- "L'Amour Toujours (Forte Forte)" – 7:13

## Pozice v žebříčcích
| Žebříček (2001–2002)               | Nejvyšší pozice |
| ---------------------------------- | --------------- |
| Austrian Singles Chart             | 3               |
| Belgian Singles Chart (Vlámsko)    | 2               |
| Belgian Singles Chart (Valonsko)   | 27              |
| Canadian Singles Chart             | 11              |
| Danish Singles Chart               | 1               |
| Dutch Top 40                       | 1               |
| German Singles Chart               | 3               |
| Italian Singles Chart              | 6               |
| Swiss Singles Chart                | 25              |
| U.S. Billboard Hot 100             | 78              |
| U.S. Billboard Hot Dance Club Play | 44              |